# Martin Kirketerp
Martin Kirketerp Ibsen (Aarhus, 13 juli 1982) is een Deens zeiler.
Kirketerp won tijdens de Olympische Zomerspelen 2008 samen met Jonas Warrer de gouden medaille in de 49er.

## Resultaten

### Olympische Zomerspelen
| Jaar | Plaats | Resultaten |
| ---- | ------ | ---------- |
| 2008 | Peking | 49er       |

2000: Jyrki Järvi / Thomas Johanson ·
2004: Xabier Fernández / Iker Martínez ·
2008: Martin Kirketerp / Jonas Warrer ·
2012: Iain Jensen / Nathan Outteridge ·
2016: Peter Burling / Blair Tuke ·
2020: Dylan Fletcher / Stuart Bithell ·
2024: Diego Botín / Florián Trittel